# Dimetrodon borealis
Dimetrodon borealis és una espècie de pelicosaure extint de la família dels esfenacodòntids que visqué durant el Permià en allò que avui en dia és Nord-amèrica. Se n'han trobat restes fòssils a l'Illa del Príncep Eduard (Canadà).